# Honda XLV 750 R
Die XLV 750 R ist eine Enduro des japanischen Fahrzeugherstellers Honda, welche von 1983 bis 1986 produziert wurde. Ein Prototyp des Geländemotorrads wurde im Oktober 1982 auf dem „Salon de la Moto“ in Paris präsentiert. Die XLV war zunächst ausschließlich für den europäischen Markt bestimmt (mit Ausnahme von Großbritannien). Ab 1985 wurde das Modell auch offiziell in Australien angeboten. In anderen Märkten wurde die XLV nicht verkauft.
Die Präsentation der eigentlich als Reiseenduro konzipierten Maschine auf einer Motocross-Piste weckte falsche Erwartungen an das Motorrad. Zu Zeiten, in denen herkömmliche Enduros lediglich einen Zylinder und 500 cm³ Hubraum hatten, erschien die (vollgetankt) 220 kg schwere und 61 PS starke XLV als ungeeignet, um sportlich im Gelände bewegt zu werden.

## Technik
Die XLV 750 R (Honda-Typenklassifizierung: RD 01) war Hondas erste Enduro mit zwei Zylindern. Der Antrieb erfolgte durch einen luft-/ölgekühlten V-Motor mit automatischem Ventilspielausgleich (Hydrostößel) und Kardanantrieb. Diese beiden Konstruktionsmerkmale machten die XLV zu einem sehr wartungsarmen Motorrad. Weitere aufsehenerregende technische Merkmale waren 1982 die Trockensumpfschmierung mit einem Ölvorrat in den Rahmenrohren, die drei Ventile pro Zylinder, die Doppelzündung sowie die Kurbelwelle mit Hubzapfenversatz.

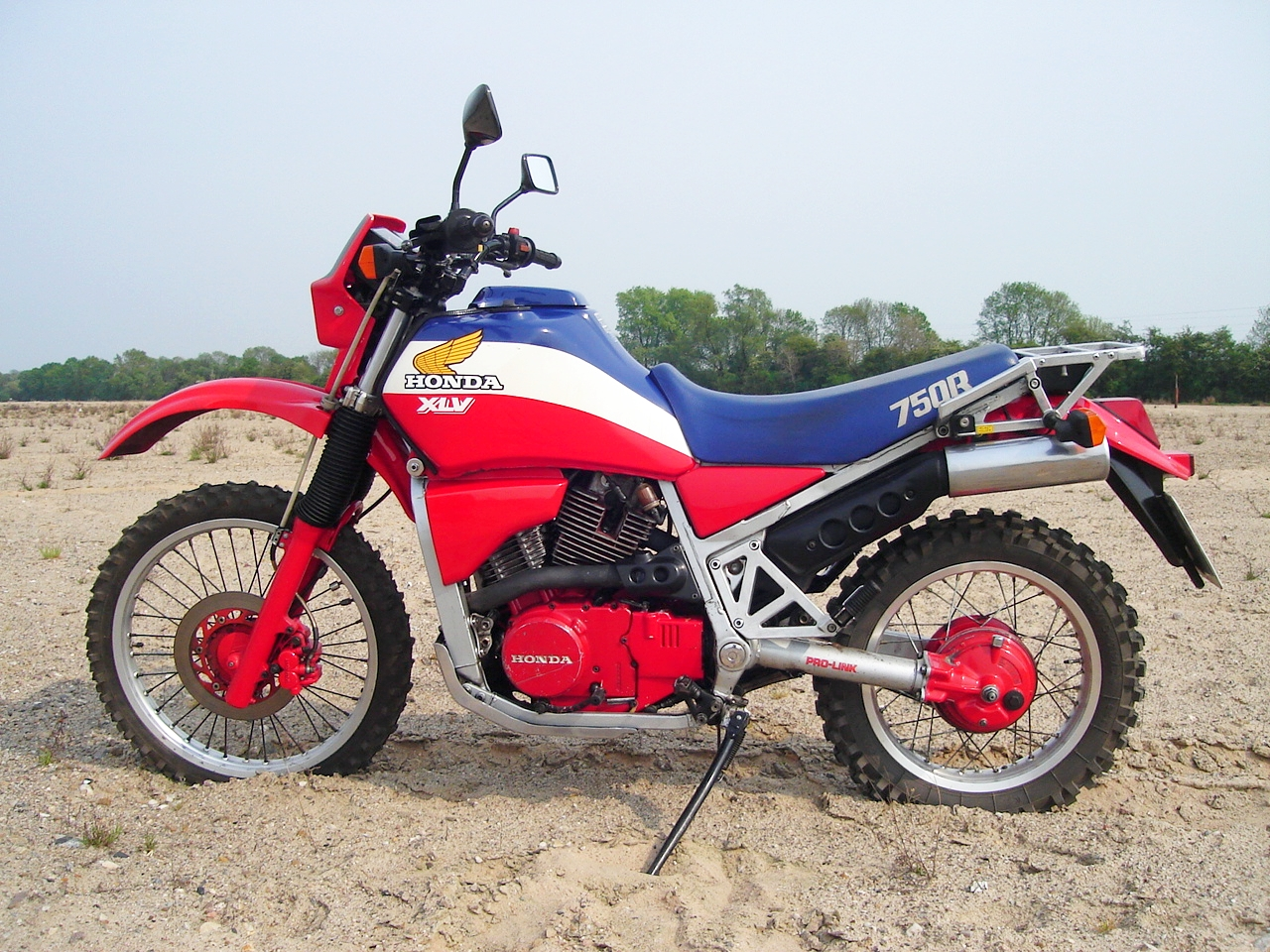
Honda XLV 750 R(D)

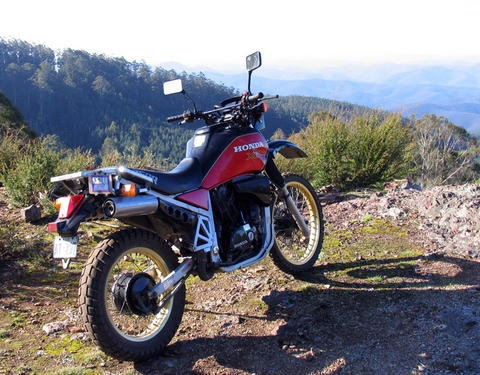
Honda XLV 750 R(F)

Die markanten Lufthutzen, die beidseitig unterhalb des Tanks angebracht sind, dienen der zusätzlichen Kühlung des hinteren Zylinders. Sie wurden erst montiert, als bei Tests von Vorserienmodellen thermische Probleme des hinteren Zylinders bekannt wurden.

## Modelle
Zunächst wurde die XLV 750 R wie 1982 vorgestellt in den Farben der Honda Racing Corporation (HRC) (blau/weiß/rot) angeboten, mit einem serienmäßig rot lackierten Motor sowie rot lackierten Gabelholmen und Radnaben. Dieses Modell trägt die Zusatzbezeichnung „D“.
1985 wurde eine überarbeitete Version der XLV 750 R mit der Zusatzbezeichnung „F“ vorgestellt. Die in einigen Details verbesserten XLV 750 R(F)-Modelle verbesserte automatische Steuerkettenspanner und verbesserte Vergaserabstimmung) hatten einen schwarzen Motor und goldene Felgen mit schwarzen Radnaben und wurden in den Farbkombinationen schwarz/rotmetallic, schwarz/blaumetallic und schwarz/silbergrau vor allem in Frankreich, Italien und Australien und der Schweiz verkauft. In Deutschland wurden die F-Modelle von Honda offiziell nicht angeboten, da sich dort (vermutlich aufgrund der überwiegend schlechten Presse) die Nachfrage nach der XLV sehr in Grenzen hielt.
1986 wurde die Produktion der XLV 750 R (RD 01) eingestellt. Offiziell wurde die RD-Ahnenreihe aber mit den Modellen Honda NX 650 Dominator (RD 02, RD 08), XRV 650 Africa Twin (RD 03), XRV 750 Africa Twin (RD 04, RD 07), XR 650 L (RD 06), SLR 650/FX 650 Vigor (RD 09), XL 650 V/XL 700 V Transalp (RD 10, RD 11, RD 13, RD 15) und FMX 650 (RD 12) fortgeführt. Die Typenklassifizierungen "RD 05" und "RD 14" wurden von Honda nicht vergeben. Die unmittelbare Nachfolgerin der XLV 750 R, die vom Motorenkonzept her sehr ähnliche XL 600 V Transalp, wurde von Honda mit den Typenklassifizierungen PD 06 und PD 10 bedacht.
Die Honda XLV 750 R ist aufgrund ihrer für Honda-Verhältnisse geringen Produktionszahlen (weltweit insgesamt schätzungsweise kaum mehr als 10.000 Exemplare) ein recht seltenes Honda-Modell und in vielen Regionen der Welt, vor allem außerhalb Europas und Australiens, ein äußerst selten anzutreffender Exot.